# تأليه

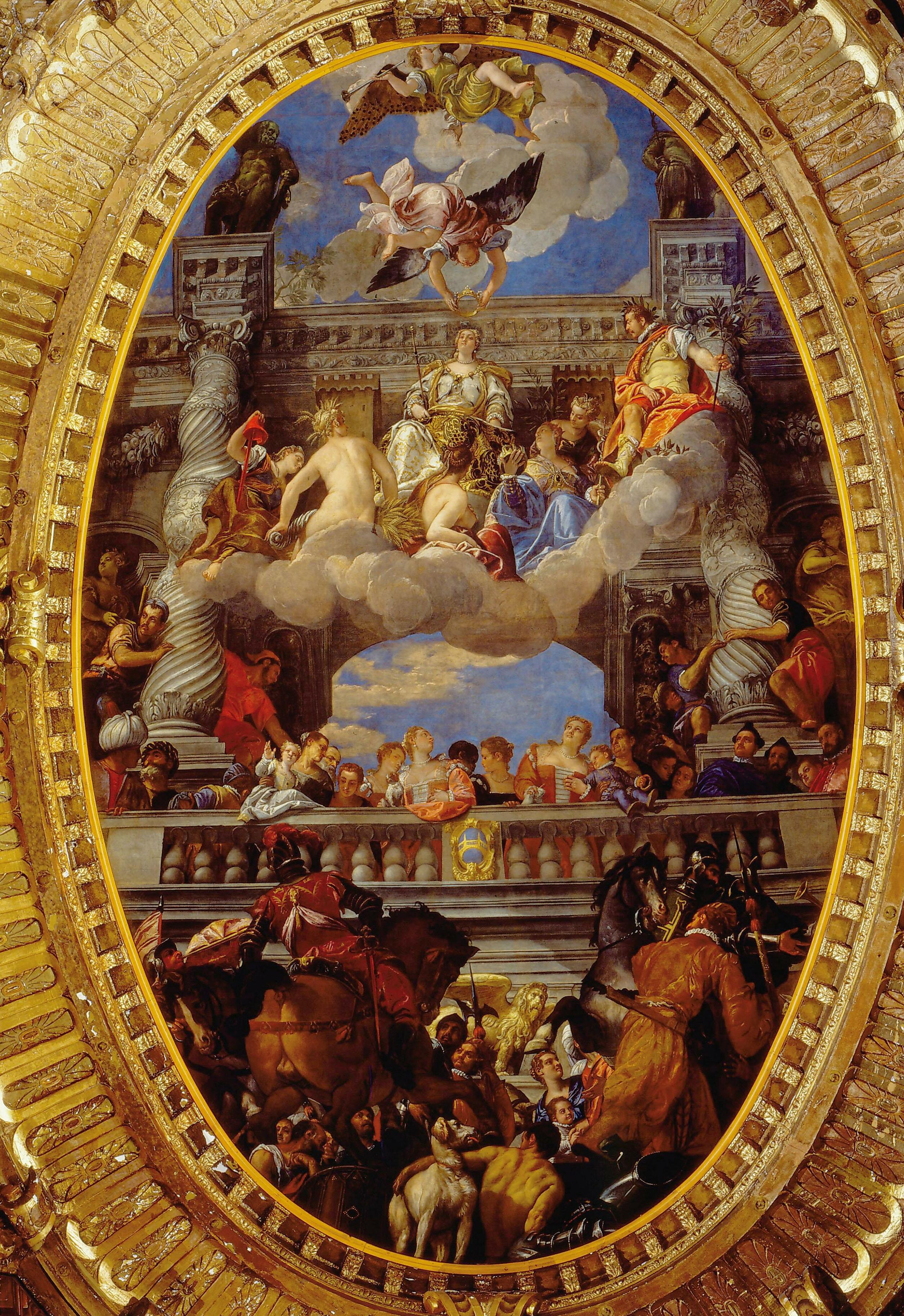
تأليه البندقية (1585) بواسطة باولو فرنزوة ، سقف في قصر دوجة

التأليه أو التبجيل أو التمجيد هو تمجيد موضوع إلى مستويات إلهية، وقد يعني معاملة إنسان أو أي كائن حي آخر أو فكرة مجردة في صورة إله.